# Assaut du quartier général de l'armée pakistanaise de 2009
Cette page se comprend mieux après la lecture de Insurrection islamiste au Pakistan.
Insurrection islamiste au Pakistan
Batailles
Bataille de Wana (2004) • Assaut de la Mosquée rouge (2007) • Première bataille de Swat (2007) • Bataille de Bajaur (2008) • Seconde bataille de Swat (2009) • Opération Rah-e-Nijat (2009) • Offensive d'Orakzai et de Kurram (2010 - 2011) • Opération Brekhna (2011) • Opération Zarb-e-Azb (2014)
L’assaut du quartier général de l'armée pakistanaise de 2009 (nom officiel : opération Janbaz) s'est déroulé à Rawalpindi entre le 10 et le 11 octobre 2009 quand des hommes armés ont pris d’assaut le quartier général de l'armée pakistanaise. 

## Contexte
Les autorités pakistanaises sont en situation de guerre contre des mouvements islamistes armés et anti-gouvernementaux depuis 2007, alors que les premiers combats ont commencé en 2004.
L'attaque intervient alors que depuis le début de l'année 2009 l'armée a multiplié ses opérations militaires dans le nord-ouest du pays, notamment dans le district de Swat et des régions alentour. Alors que l'assaut intervient, l'armée pakistanaise préparait sa phase d'offensive terrestre de l'Opération Rah-e-Nijat, dans le fief du TTP au Waziristan du Sud après plusieurs mois de bombardements ciblés.

## Déroulement de l'attaque

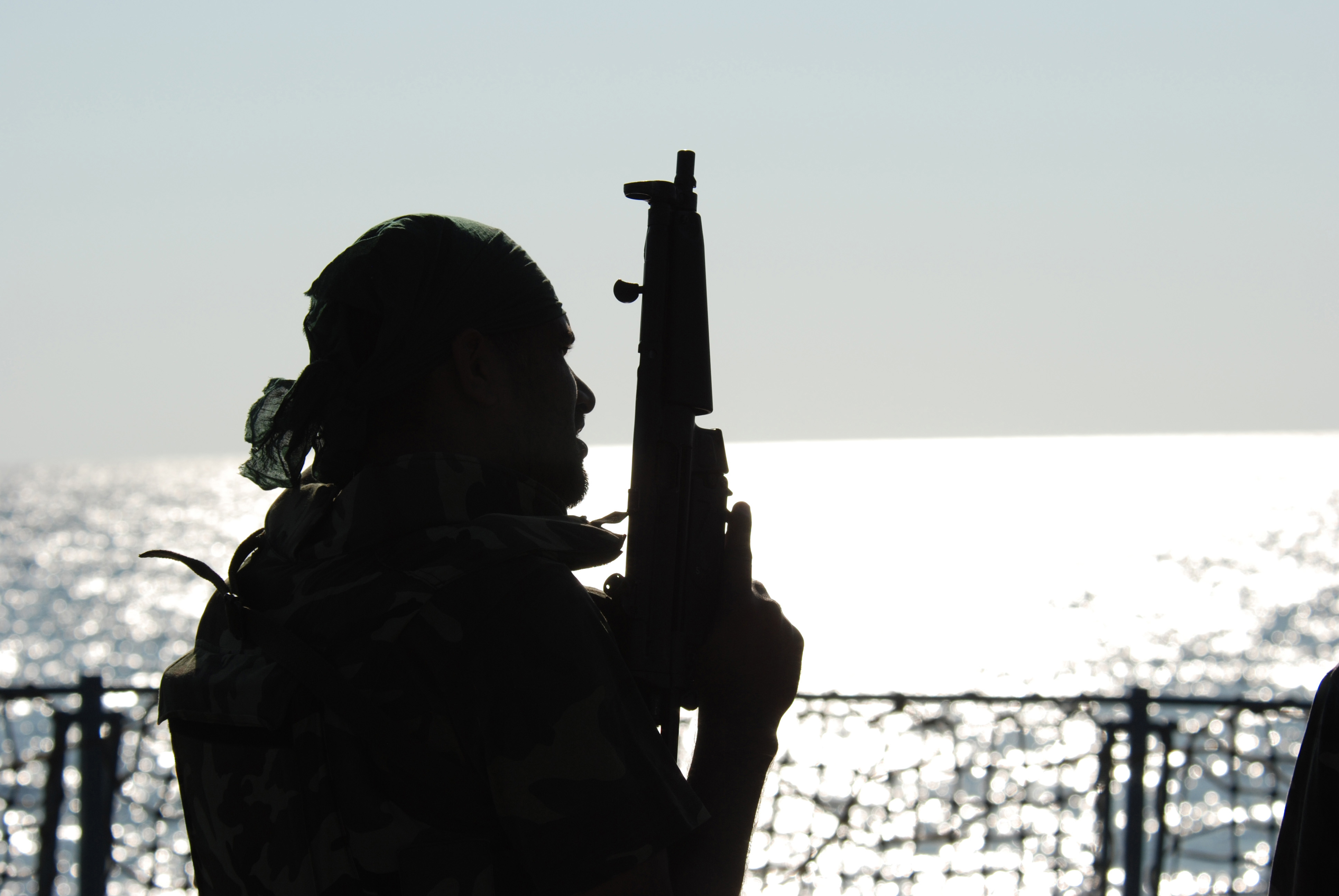
Un membre du Special Service Group Naval.